# Concordancia (Bolivia)
Concordancia fue una alianza política boliviana de derecha con miras a las elecciones generales de 1940. Fue establecida en marzo de 1939.
Agrupó a las fuerzas:
- Partido Liberal (PL)
- Partido Republicano Genuino (PRG)
- Partido Republicano Socialista (PRS)[1]

Su candidato presidencial fue Enrique Peñaranda del Castillo, que ganaría los comicios y fue posesionado como presidente de la república.
El republicanismo socialista fue descabezado a la muerte de Saavedra, con lo que el lineamiento ideológico del Partido Republicano que había sido dividió en los años veinte, retomó su línea histórica, siendo continuador al liberalismo pandista.